# Міжнародне радіо Китаю
Міжнародне радіо Китаю (кит. спр. 中国国际广播电台, піньїнь: Zhōngguó guójì guǎngbò diàntái; CRI) — міжнародна державна радіостанція Китаю, розташована в Пекіні. Проводить мовлення на коротких і середніх хвилях (AM), через супутник та Інтернет. Є однією з трьох центральних медіа організацій Китаю державного значення.
Мовлення радіостанції розпочалося 3 грудня 1941 року. На даний момент це одна з найбільших в світі медіаструктур, яка не лише готує радіопрограми, а й займається випуском телепередач і друкованих видань, проводить мобільне та інтернет-мовлення.
Мовлення проводиться 65 мовами світу. МРК має в своєму розпорядженні 40 зарубіжних кореспондентських пунктів та представництв, близько 60 дочірніх зарубіжних радіостанцій, 15 радіошкіл Конфуція і 18 каналів інтернет-радіо. МРК встановило партнерські відносини з більш ніж 160 радіостанціями світу, завдяки чому 98 % аудиторії радіостанції має можливість слухати передачі рідною мовою. Щоденний об'єм ефіру — 3000 годин.
Сайт офіційно відкрито 26 грудня 1998 року. На сьогоднішній день на ньому публікуються матеріали 43 іноземними мовами і 5 місцевими діалектами.

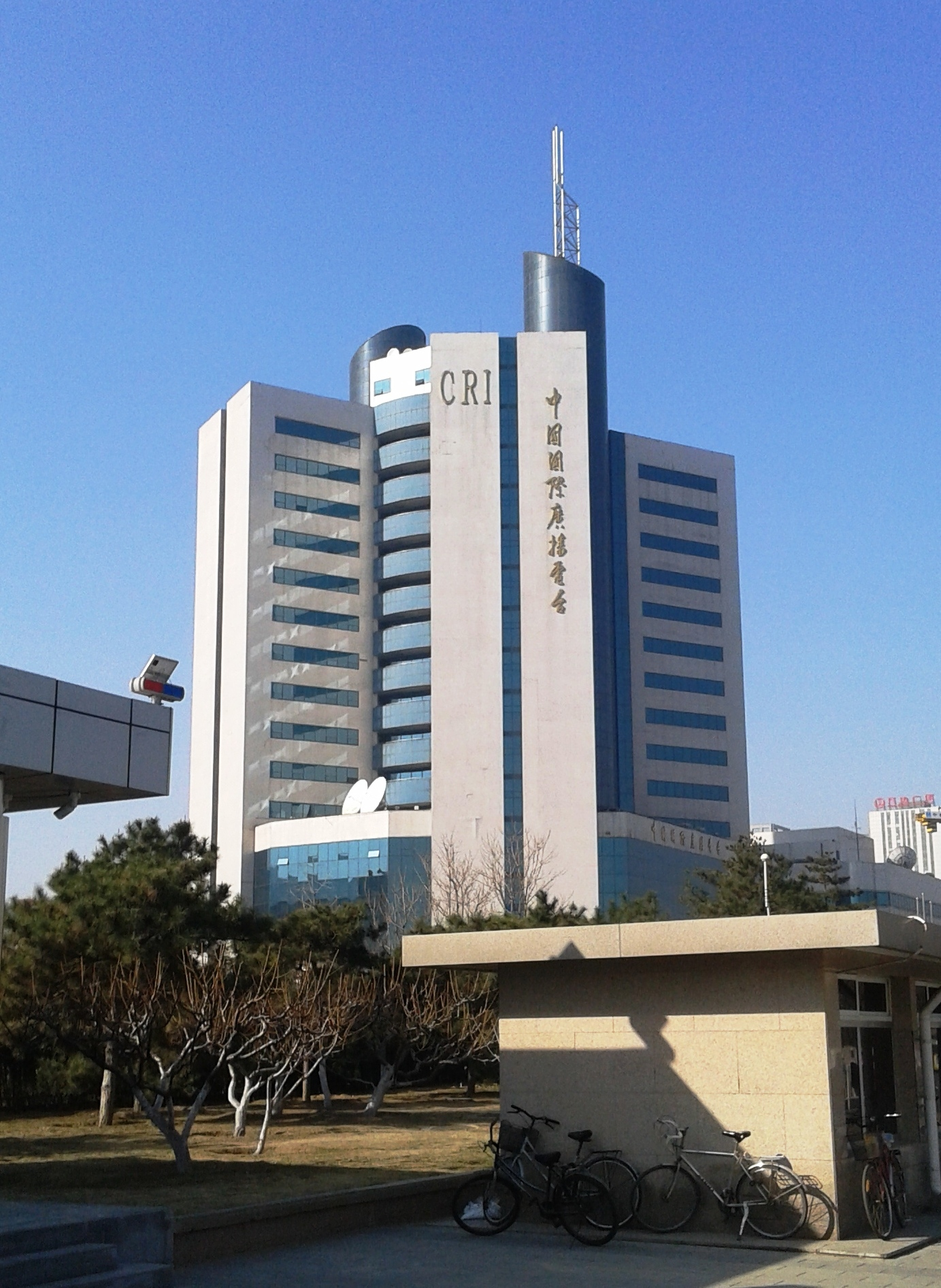
Головна будівля МРК

## Українська служба Міжнародного радіо Китаю
Сайт CRI Online українською мовою було експериментально запущено в травні 2008 року напередодні Олімпіади в Пекіні. Він став першим китайським сайтом українською мовою.
На сайті відвудувачі можуть ознайомитись з новинами політики, економіки, культури і знайти корисну інформацію для тих, хто збирається подорожувати Китаєм. Онлайн-мовлення охоплює програми з різних сфер життя — музики, історії, культури, спорту. Унікальний розділ «Вчимо китайську мову» побудовано так, що користувач має можливість самостійно вивчати китайську мову.
Навесні 2017 року в мережі Facebook було відкрито сторінку української служби МРК.
16 березня 2017 року Головний пекінський центр мовлення Міжнародного радіо Китаю відвідав Надзвичайний і Повноважний Посол України в Китайській Народній Республіці пан Олег Дьомін.
18 вересня 2017 року в Києві під час 7-го Міжнародного форуму «Kyiv Media Week» заступник директора Міжнародного радіо Китаю Тянь Юйхун і глава Національної суспільної телерадіокомпанії України Зураб Аласанія підписали рамковий договір про співпрацю у сфері розповсюдження та виробництва кіно і телевізійних програм.